# Du même titre
Pour plus de détails, voir Fiche technique et Distribution.
Du même titre (Das Hofkonzert) est un film allemand réalisé par Douglas Sirk (sous le nom de Detlef Sierck), sorti en 1936.

## Synopsis
Dans la petite principauté d’Immendingen, au milieu du XIXe siècle, la jolie chanteuse Christine Holm est invitée à chanter au concert de cour du prince. Le charme de Christine séduit le lieutenant Walter d'Arnegg, fils du ministre d'État de son Altesse. Mais leur liaison fait scandale et Christine doit partir. Elle en est d'autant plus désolée qu'elle pensait découvrir l'identité de son père dont elle ne sait rien, dans ce petit État où sa mère, chanteuse elle aussi, était venue chanter bien des années auparavant. Apprenant l'annulation de son concert, le prince la fait rappeler et demande à la connaître. Charmé à son tour, le prince promet de l'aider dans ses recherches sur son père. Le seul indice dont dispose Christine est une chanson que chantait sa mère à l'homme qu'elle aimait. Le prince reconnaît la chanson et se souvient de son aventure amoureuse avec une belle chanteuse, 25 ans auparavant : Christine est sa fille, elle chantera le soir au concert de cour, et épousera le lieutenant Walter.

## Fiche technique
- Titre français : Du même titre
- Titre anglais : The Court Concert
- Titre original : Das Hofkonzert (littéralement « le concert de cour »)
- Réalisation : Douglas Sirk sous son nom d'état-civil, Detlef Sierck
- Scénario : Douglas Sirk et Franz Wallner-Basté, d'après la comédie musicale Das kleine Hofkonzert (de) de Paul Verhoeven et Toni Impekoven
- Photographie : Franz Weihmayr
- Décors : Fritz Maurischat
- Costumes : Manon Hahn
- Son : Erich Leistner
- Musique : Edmund Nick et Ferenc Vecsey
- Montage : Erich Kobler
- Production : Bruno Duday
- Société de production : UFA
- Pays d'origine :  Reich allemand
- Format : noir et blanc - 35 mm - 1,37:1
- Genre : comédie romantique
- Durée : 85 minutes
- Date de sortie :
  - Troisième Reich : 18 décembre 1936

## Distribution
- Martha Eggerth : Christine Holm et la chanteuse Christine Belotti, sa mère
- Johannes Heesters : le lieutenant Walter van Arnegg
- Kurt Meisel : le lieutenant Florian Schwälble
- Herbert Hübner : le ministre d'État von Arnegg
- Alfred Abel : Knips, le poète
- Rudolf Klein-Rogge : le colonel Flumms
- Otto Treßler : le prince
- Hans Richter : le garde frontière
- Rudolf Platte : le chef d'orchestre
- Ernst Waldow : von Zunder, le représentant en lingerie féminine
- Hans Hermann Schaufuß : le bibliothécaire
- Ingeborg von Kusserow : Babette, la femme de chambre
- Iwa Wanja : la chanteuse Tamara Pinelli
- Flockina von Platen : la comtesse Hadersdorff
- Edwin Jürgensen : le directeur du théâtre
- Günther Ballier : l'officier des archives de la Cour

## Autour du film
Du même titre a été simultanément tourné en français sous le titre La Chanson du souvenir, réalisation de Douglas Sirk et Serge de Poligny

## Article annexe
- Liste des longs métrages allemands créés sous le nazisme